# Hrabstwo Hamilton (Kansas)

Piramida wieku hrabstwa

Hrabstwo Hamilton – hrabstwo położone w USA w stanie Kansas z siedzibą w mieście Syracuse. Założone 20 marca 1873 roku.

## Miasta
- Syracuse
- Coolidge

## Sąsiednie hrabstwa
- hrabstwo Greeley
- hrabstwo Wichita
- hrabstwo Kearny
- hrabstwo Grant
- hrabstwo Stanton
- Hrabstwo Prowers, Kolorado